# 윤영 (1611년)
윤영(尹鍈, 1611년 - 1691년)은 조선 후기의 학자이다. 《여지도》, 《항부도기(恒符賭奇)》등을 지었다.
백호 윤휴의 이복 형이자, 윤효전의 서자이다.
병자호란 이후 복수설치를 목적으로 전국을 답사하고 지도를 남겼으나, 만년은 가난하여 굶어죽었다.

## 생애

### 생애 초반
아버지는 사헌부대사헌을 지낸 윤효전이고, 어머니는 덕수이씨로 이순신의 서녀였다.
따라서 윤영은 이순신의 외손자이다.윤효전은 첫 부인 파평윤씨에게는 자식이 없었고, 첩인 덕수이씨에게서 윤영을 얻었다.
그리고 본부인 사후 얻은 둘째 부인인 김덕민의 딸 경주김씨에게서 아들 윤휴를 얻었다.
강한집(江漢集)에 의하면 윤영은 일찍부터 '기략을 좋아하고 열사의 풍이 있었다.'고 한다. 과거를 단념하고 경세제민하는 학문을 좋아하였다. 그는 남인재상 이원익의 서녀와 결혼했는데, 이원익은 그의 재주를 아깝게 여겨 서녀의 남편이고 서얼이었지만 사위로 대접하였다. 이원익은 그를 두고 "우리 사위는 재상감이다"라고 하였다. 소년기에 이르러 그는 학문은 되었지만 과거에 응시하지 않았고 명나라가 청나라에 망하는 것을 분하게 여겼다. 이에 윤영은 몰래 손무⋅오기의 병법을 익혀서 청나라를 치려는 방책을 만들어 스스로 나타냈다. 적제였던 윤휴 젊어서 서형인 윤영을 따라 그 설을 얻었다 한다. 그는 장인 이원익의 총애를 특별히 받았고 윤휴 역시 “형의 문장은 나보다 낫다.” 하였다.

### 북벌론
1639년 정축하성 이후 청나라와의 강화조약이 이루어지자 윤영은 이를 치욕으로 여겨 과거시험에 응하지 않고 북벌하는 방책을 강구하였다. 그는 직접 북벌을 할 목적으로 전국을 답사하고 북방을 탐험했는데 개마고원과 토문강, 압록강의 서쪽까지 길이를 재고, 병마(兵馬)와 군량미로 조달할 전곡(錢穀)을 수송할 거리가 얼마가 되는지를 훤하게 다 알았다. 그는 자신의 유서에 말하기를 '恒符同奇'는 대개 손무와 오기의 병술인 것이라 하였다. 역시 북벌론자였던 그의 동생 윤휴는 그의 영향을 받았다. 그는 전국 각지를 답사하며 다양한 지도를 저작으로 남겼다.
한편 전북특별자치도 부안군 주변의 대농토에 훈련기지를 마련하고 북벌을 단행할 병력을 양성하던 유형원과도 수시로 연락하며 기맥을 통하였다. 그러나 유형원은 뜻을 이루지도 못하고 일찍 요절하고 만다.
숙종 때에 이르러 윤휴와 이원정, 남인 장수 유혁연(柳赫然)과 등이 도체찰사 설치를 주장한 뒤 성사시키고 허적의 집 근교에 설치하고 장정들을 널리 모집하고 무뢰한들을 불러서 받아들였다. 허목 등의 반대에도 불구하고 윤휴와 유혁연 등은 청나라를 쳐서 종실을 회복하겠다고 하였지만 실력이 부족하였다. 윤영은 서자임에도 친형대우를 하는 윤휴를 아깝게 여겨 서인의 역모 날조 가능성을 주지시키며 그것을 경계했지만 따르지 않았고 결국 역모로 몰려 죽었다.

### 생애 후반
윤영의 집은 심히 가난하였다 한다. 여자 노비 한명과, 논 몇 마지기가 있었는데 용도에 넉넉치 않아 결국 가산과 전답을 모두 팔았다. 여름에는 비가 오면 지붕이 심하게 새어서 윤영이 직접 구들을 송곳으로 찔려 물이 흐르게 하여서 겨우 거주했고 장황도서편(章潢圖書篇)을 열람했으니 그 부지런하고 노력하는 것이 이와 같았다. 등나무와 칡이 두른 담장 밖에서 길가는 사람이 들어와서 불을 빌리려고 하거늘 동행하는 자가 못가게 말리면서 말하기를, “불을 빌리려 가는데 늪으로 들어가는 것은 무엇이냐?”라고 말하였다. 이복 동생인 윤휴는 그를 형으로 대우하여 깎듯이 대하였다. 그러나 윤휴가 죽고 그 아들들조차 원지로 유배되면서 그는 직접 밭을 일구고 농업으로 생활하였다.
판서 윤심(尹深)이 윤영의 소문을 듣고 찾아갔다. 이때 윤영은 떨어진 건과 짤막한 옷을 입고서 맞이했는데, 태연했고 곤궁한 기색이 없다 한다. 후에 윤심이 되돌아와 탄식하여 말하기를 '신선중에 있는 사람과 더불어 놀고 왔다'라고 말했다. 판서 이무(李袤)는 그의 학식을 접하고 그를 인재를 천거하려고 했다가 실현되지는 못했다. 이복 동생인 윤휴가 죽고 난 뒤 10년을 더 살다가 마침내 곤궁하여 결국 굶주림으로서 죽었다. 사망당시 그의 나이는 80세였다.

## 저작

### 저서
- 대소잡기 (代嘯雜記)

### 작품
- 《여지도》
- 《항부도기(恒符賭奇)》
- 《북방관방도(北方關防圖)》

## 사상과 신념

### 국내 답사와 북벌 준비
성호 이익은 그가 만든 지도들을 일부 입수하였고, 자신의 성호사설을 통해 그의 기록 일부를 인용하였다.
전국을 답사한 윤영은 조선반도의 지리에 대해 '대체 우리나라의 지형은 북쪽은 높고 남쪽은 낮으며 중앙은 빨고 아래쪽은 파리하다. 백두산은 머리가 되고, 대령(大嶺)은 등성마루가 되어 마치 사람이 머리를 기울이고 등을 굽히고 선 것 같다. 그리고 대마도(對馬島)와 탐라는 양쪽 발 모양으로 되었는데, 해방(亥方)에 앉아서 사방(巳方)으로 향하였다고 하니, 곧 감여가(堪輿家)의 정론이다.'는 기록을 남겼다. 그는 쓰시마섬과 제주도까지 답사하고 돌아왔다.
또한 그는 각 지역의 거리에 대해서도 간략하게 서술하였다. '한성을 중심으로 하여 사방(四方) 방위를 정한다면 온성(穩城)이 자방(子方), 해남이 오방(午方), 풍천(豊川)이 유방(酉方), 강릉이 묘방(卯方)이 된다. 근세에 소위 지도라는 것을 보면, 대개는 종이 넓이에 따라 위치를 배정하고 위치에 따라서 그림을 작성했기 때문에 길이와 넓이가 서로 어긋나고 좁고 넓은 데도 제대로 맞지 않는다. 두만강이 온성으로 들어오는 곳만 보아도 동쪽으로 흐르다가는 다시 북쪽으로 흘러서 미전보(美錢堡)에 와서는 다시 남쪽으로 흘러서 서수라(西水羅)로 들어가고, 압록강은 삼수(三水)와 갑산(甲山) 및 폐사군을 지나는데, 여러 번 굽이쳐 가지고 강계(江界)와 위원(渭原)을 스쳐 서남쪽으로 향하다가 창성(昌城)을 지나서야 비로소 남쪽으로 곧장 빠져 내려 통군정(統軍亭)의 서쪽을 싸고 돌아서 대총강(大總江)으로 들어간다.'는 것이다.
그는 북벌을 하려면 국내의 지형부터 완벽하게 알고 있어야 한다고 봤다. 윤영은 자신의 친구인 정여일(鄭汝逸)과 함께 각지를 답사하며 연구하고 백리척(百里尺)을 만들어 가지고 정밀한 측량을 거쳐서 지도 8권을 작성하였다. 그는 '멀고 가까운 거리와 높고 낮은 지형까지가 모두 실형으로 묘사되었으니 정말 진귀한 보물이며 이 지도와도 대체로 들어맞는다. 그는 저쪽 지역의 산천이나 평탄하고 험한 실태까지도 눈으로 본 것처럼 알 수 있다.'고 하였다.

### 고토 회복론
그는 지리지를 편찬하며 고구려와 발해시대의 고토를 회복해야 한다고 역설했다. 이는 이익의 성호사설에도 일부 인용되었다. 그는 '영고탑(寧古塔)은 숙신(肅愼)의 옛터이다. 한ㆍ당(漢唐) 이전에는 동북 지방에 강대한 나라나 큰 부족이 없고 우리나라만이 세력을 형성하고 있었다. 그때에는 요동과 요서의 태반이 모두 우리의 소유였고 백두산 안팎의 여러 부족들이 많이 우리에게 소속되었는데, 여진(女眞)ㆍ만만(滿萬)의 부족이 경박(鏡泊)에서 일어나면서부터 마침내는 송(宋)을 대신하여 중국을 차지하였으니, 이것이 금(金) 나라이다. 그러다가 원(元) 나라 사람에게 쫓김을 당하여 그 잔당들이 압록강과 두만강 서북쪽에 흩어져 살면서 야인(野人)이란 명칭을 가지고 우리의 변경을 침략해 왔다. 북쪽에 사는 것은 이탕개(尼湯介)였고, 서쪽에 사는 것은 이만주(李滿住)였으며, 또 그들은 생여진(生女眞)ㆍ숙여진(熟女眞)의 구별이 있었다.'고 하였다.
그는 청나라의 왕실이 된 아이로신교씨의 영역에 대해서도 직접 찾아다니며 정탐하였다. 그는 '만력(萬曆) 이후에 여진의 동산(童山) 1파가 건주위(建州衛)에서 차츰 커져 모련위(毛憐衛)ㆍ좌위(左衛)ㆍ우위(右衛) 등의 부족들을 모조리 통합하게 되어 우리의 폐사군(廢四郡)이 가장 큰 폐해를 당하게 되었다. 이 때문에 그 지역을 비워 폐지하게 된 것이다.'라는 기록을 남겼다. 이어 '순치제 이후에 심양(瀋陽)을 성경(盛京), 요양을 동경(東京), 건주를 흥경이라 하고, 영고탑 서쪽 지역을 모두 차지하였으며, 연경(燕京)에 들어가 중국의 주인이 된 뒤에 건주는 그들의 선대(先代) 무덤이 있는 곳이고 노성(老城)은 그들의 종족이 주거하는 지방이므로 그 배치제도를 성경과 같이 하였다.'며 건주위 영역 답사를 기록으로 남겼다.

### 몽골 답사
그는 몽골지역도 답사하고 그것 역시 함께 기록으로 남겼다.
'요하 동쪽에 장군(將軍) 셋을 배치했는데 하나는 봉천(奉天) 등지를 진수(鎭守)하면서 심양에 주둔하고, 하나는 영고탑(寧古塔) 지방을 진수하면서 선창(船廠)에 주둔하고, 하나는 흑룡강 지방을 진수하면서 애호(艾滸)에 주둔하여, 각기 만주 지역을 통솔하는 고산대사원(固山大四員)이다. 강희(康熙) 말기에 흑룡강 북쪽의 몽고를 가장 염려하여 다시 백도눌 장군(白度訥將軍) 한 명을 더 배치하였다 한다. 몽고의 48개 부족 가운데서 동북 지방에 거주한 족속이 가장 강성하여 대비달자(大鼻㺚子)는 흑릉강 북쪽에 있다. 그리하여 동쪽으로 흑룡강에서부터 장성 밖에까지 북쪽이나 서쪽이 모두 몽고의 영토이며, 그 넓이는 중국의 몇 갑절이나 된다. 서로 강대한 세력을 가지고 한 지역을 차지하고 있으며 동ㆍ서ㆍ남ㆍ북의 황제라고 부른다. 황태극(黃太極)과 청태극(靑太極)은 중국 서남쪽에 있으며, 액라사(厄羅斯)라는 것은 곧 대비(大鼻)이고, 객이객(喀爾喀)이라는 것은 동북쪽에 있다고 한다.'며 대략의 위치를 기록하였다.

## 같이 보기
- 북벌론
- 윤휴
- 윤효전
- 유형원
- 허목
- 이원정
- 윤선도
- 이순신
- 홍우원
- 허적
- 김석주

## 참고 자료
- 윤영, 《대소잡기(代嘯雜記) 1》 (여강출판사, 1989)